# Metzerlen-Mariastein
Metzerlen-Mariastein is een gemeente en plaats in het Zwitserse kanton Solothurn en maakt deel uit van het district Dorneck.
Metzerlen-Mariastein telt 890 inwoners.